# 特劳特曼
特劳特曼（Trautmann）可以指：

## 人物
- 安德烈亚斯·特劳特曼（德語：Andreas Trautmann，1959年5月21日－），德國足球運動員。
- 里夏德·特劳特曼（德語：Richard Trautmann，1969年2月7日－），德国男子柔道运动员。

|  | 本页或本分段罗列了姓氏为「特劳特曼」的人物。 如果是一个指代特定个人的内链将您引导到本页，請考慮修正該人物的名字以將链接指向正確的條目。 |